# Munkamemória
A munkamemória olyan rövidtávú emlékezet, amely az információt rövid ideig (néhány másodperc vagy perc) megtartja, illetve az információt manipulálja.

## A munkamemória kutatás története
A rövid távú emlékezet terminust mára egyre inkább felváltja a munkamemória szakkifejezés, amit először az 1960-as években használtak annak az elméletnek a kontextusában, ami az elmét úgy kezeli, mint egy számítógépet.
Baddeley és Hitch Munkamemória Modellje (1975)
A munkamemória modell megalkotásának alapja a következő kutatás volt:
Kísérletükben párhuzamosan végeztettek két olyan feladatot a kísérleti személyekkel, ami a munkamemória működésén alapult. Az első feladat számterjedelmi feladat (3-6 elemű számsor megtanulása), a második feladat tanulási, következtetési feladat volt.
A hipotézis az volt, hogy az első feladat elvégzése kimeríti a munkamemória kapacitását, így a második feladatnál drámai teljesítmény csökkenés fog mutatkozni.
Viszont az eredmény szerint csak minimális teljesítmény csökkenés jelentkezett a párhuzamosan végzett feladatoknál.
Így arra a következtetésre jutottak, hogy a rövid távú emlékezeten belül több alrendszer működik, a tárolást és feldolgozást két különböző komponens végzi.
A munkamemória modell fő újítása az volt, hogy a rövid távú emlékezetet nem passzív tárhelyként kezeli, hanem aktív, dinamikus rendszerként. A munkamemória több komponensű: a központi-végrehajtóból (végrehajtó funkciók) illetve két alrendszeréből a fonológiai hurokból (verbális munkamemória) és a téri-vizuális vázlattömbből (téri munkamemória) áll.
Baddley 2000-ben modelljét a negyedik komponenssel egészítette ki, az epizodikus pufferrel.
Baddeley klasszikus modelljén kívül más munkamemóriára vonatkozó elméletek is születtek:
1. Ericsson és Kintsh elmélete (1995)
A munkamemória hívóinger alapú és van hozzáférése a hosszú távú memória bizonyos rendszereihez.
2. Cowan elmélete (2005)
A munkamemória a hosszú távú memória egy része, két szintjét különbözteti meg:
Az első a hosszú távú memória reprezentációját aktiválja, a második szintet a „figyelem központjának” nevezte el.

## Baddeley munkamemória modellje
A napjainkban leginkább elfogadott, Baddeley által készített modell alapján a munkamemória több, egymástól függetlenül működő, de egymással kapcsolatban álló egységből tevődik össze. A munkamemória áll a központi végrehajtóból és különböző pufferekből, a verbális munkamemóriából, a téri-vizuális munkamemóriából és az epizodikus pufferből. Ezek a komponensek egymással párhuzamosan is működhetnek, az egyik sérülése érintetlenül hagyja a másikat és az egyik puffer kapacitása nem jósolja előre egy másik puffer várható kapacitását.

### Komponensei

#### A központi végrehajtó
A központi végrehajtó az alrendszerek felett áll. Ez irányítja az információt, felelős a különböző érzékszervek információjának feldolgozásáért és összekapcsolásáért, a különböző pufferek működésének összehangolásáért és a kognitív folyamatok (figyelem, stratégiák) irányításáért. Ez az egység sokkal inkább egy figyelmi rendszer, mint emlékezeti.

#### A fonológiai hurok
A verbális munkamemória vagy más néven fonológiai hurok a munkamemória egyik leginkább vizsgált területe. Feladata a fonológiai információ kezelése. A verbális munkamemória további két alegységre bontható. Az egyik ilyen a fonológiai tár. Ennek feladata a beszédre alapuló információ megtartása. Ez az egység a bekerülő információt csak nagyon rövid ideig tudja tárolni. A másik alegység az artikulációs kontrollfolyamat, mely az információ megtartásáért felelős, amit ismétléssel ér el. A fonológiai hurok kapacitása 7, legkésőbb 10 éves korra kialakul. A verbális munkamemória nagysága jól bejósolja az emberek nyelvelsajátítási képességeit, nagyobb kapacitás gyorsabb nyelvtanulást eredményez. Ezen tulajdonsága miatt az idegen nyelv tanulására is hatással van.

#### A téri-vizuális vázlattömb
A téri munkamemória vagy téri-vizuális vázlattömb két részre osztható, a tárgyak látható jegyeivel foglalkozó vizuális és a tárgyak helyével és mozgásával dolgozó téri alegységre. Fontos szerepe van a téri tájékozódásban és a téri feladatok tervezésében és végrehajtásában. A téri munkamemóriába az információ kétféle úton kerülhet be: vizuálisan és képzelet útján.

#### Az epizodikus puffer
Az epizodikus puffer Alan Baddeley híres modelljéhez csak később került hozzá negyedik elemként. Ez a komponens különböző helyről érkező információkat integrál. Feltételezhetően kapcsolatban áll a hosszú távú emlékezettel és a szemantikai rendszerrel.

## Mérőeljárásai

### A verbális munkamemória mérése
- Számterjedelem-teszt

Számokat ugyanabban a sorrendben kell visszamondani. A számsorozat egyre nő.
- Szóterjedelem (szó lista visszamondás)

Szavakat ugyanabban a sorrendben kell visszamondani. A szólista egyre nő.
- Álszó ismétlés teszt (Non-word repetition test)

Értelmetlen szavakat kell visszamondani. A szótagszám egyre nő.

### A komplex verbális munkamemória mérése
- Olvasásterjedelem-teszt
- Hallási mondatterjedelem teszt (Listening Span Test)
- Számlálási terjedelem teszt (Counting Span Test)
- Műveleti terjedelem teszt (Operation Span Test)

### A téri munkamemória mérése
- Corsi-kocka teszt

A számterjedelem teszt téri változata. Ugyanabban a sorrendben kell megérinteni a kockákat, ahogy a kísérletvezető tette.
- Vizuális mintázatterjedelem teszt (Visual Pattern Span Test)

### A központi végrehajtó mérése
- Stroop teszt

Színes betűkkel írt szavak (minden szó színnév) láthatóak, a szó színét kell eldönteni.
- Wisconsin kártyaszortírozási teszt (Wisconsin card sorting test)

Kártyákat kell válogatni szín, alak vagy szám szerint.

## A munkamemória fejlesztési lehetőségei
A legfrissebb kutatások szerint lehetséges fejleszteni a munkamemóriát egy speciális
Dual N-Back memória gyakorlattal, ami a folyékony intelligenciát is fejleszti.

## Lásd még
Artikulációs elnyomás